# Dictyna tridentata
Dictyna tridentata là một loài nhện trong họ Dictynidae.
Loài này thuộc chi Dictyna. Dictyna tridentata được miêu tả năm 1946 bởi Bishop & Ruderman.